# Ophelimus aeneoviridis
Ophelimus aeneoviridis is een vliesvleugelig insect uit de familie Eulophidae. De wetenschappelijke naam is voor het eerst geldig gepubliceerd in 1925 door Girault.